# Dimorphocarpa candicans
Dimorphocarpa candicans là một loài thực vật có hoa trong họ Cải. Loài này được (Raf.) Rollins mô tả khoa học đầu tiên năm 1993.